# أهل شفاء (مودية)

تعديل مصدري - تعديل

أهل شفاء هي إحدى قرى عزلة مودية بمديرية مودية التابعة لمحافظة أبين، بلغ تعداد سكانها 52 نسمة حسب تعداد اليمن لعام 2004.